# Darja Lebieszewa
Darja Wiaczesławowna Lebieszewa (ros. Дарья Вячеславовна Лебешева; błr. Дар'я Вячаславаўна Лебешава, Darja Wiaczasławauna Lebieszawa; ur. 6 kwietnia 1995 w Moskwie) – białoruska tenisistka, medalistka Letniej Uniwersjady 2013, reprezentantka kraju w rozgrywkach Pucharu Federacji.

## Kariera sportowa
W przeciągu swojej kariery wygrała dwa singlowe i dwa deblowe turnieje rangi ITF. Najwyżej w rankingu WTA była sklasyfikowana na 505. miejscu w singlu (26 sierpnia 2013) oraz na 339. miejscu w deblu (18 marca 2013). Podczas Uniwersjady 2013 zdobyła brązowy medal w grze podwójnej, startując w parze z Paliną Piechawą. W 2012 roku reprezentowała kraj w Pucharze Federacji w meczu deblowym przeciwko Szwajcarii. Jej partnerką była wówczas Alaksandra Sasnowicz.

## Wygrane turnieje rangi ITF
| turnieje z pulą nagród 100 000 $ |
| turnieje z pulą nagród 75 000 $  |
| turnieje z pulą nagród 50 000 $  |
| turnieje z pulą nagród 25 000 $  |
| turnieje z pulą nagród 15 000 $  |
| turnieje z pulą nagród 10 000 $  |

### Gra pojedyncza
|    | Data       | Turniej        | Naw.   | Finalistka       | Wynik            |
| 1. | 11/03/2013 | Szarm el-Szejk | Twarda | Lisanne van Riet | 6:7(5), 6:3, 6:0 |
| 2. | 17/06/2013 | Stambuł        | Twarda | Miyabi Inoue     | 7:6(1), 6:4      |

### Gra podwójna
|    | Data       | Turniej | Naw.   | Partnerka           | Przeciwniczki                          | Wynik          |
| 1. | 28/05/2012 | Karszy  | Twarda | Jekatierina Jaszyna | Albina Xabibulina Anastasija Wasyljewa | 7:6(5), 6:2    |
| 2. | 13/05/2013 | Antalya | Twarda | Olha Janczuk        | Nozomi Fujioka Hirono Watanabe         | 3:6, 7:5, 10–8 |